# Мі мінор
Мі мінор (E minor, e-Moll) — мінорна тональність, тонікою якої є звук мі. Гама мі мінор містить звуки: 
мі - фа♯ - соль - ля - сі - до - ре
 E - F♯ - G - A - B - C - D
Паралельна тональність — соль мажор, однойменний мажор — мі мажор. Мі мінор має один дієз біля ключа (фа-).

## Найвідоміші твори, написані в цій тональності
- Й. С. Бах — прелюдія і фуга з 1-го та 2-го зошитів ДТК
- П. І. Чайковський — симфонія  5
- Й. Брамс — симфонія № 4
- Д. Д. Шостакович — симфонія № 10
- Ф. Мендельсон — Скрипковий концерт e-Moll
- Ф. Шопен — Фортепіанний концерт № 1

| музика | Це незавершена стаття про музику. Ви можете допомогти проєкту, виправивши або дописавши її. |